# Angelo Motta
Angelo Motta (Gessate, 8 de septiembre de 1890 – Milán, 26 de diciembre de 1957) fue un empresario, pastelero y político italiano, que fundó la empresa alimentaria homónima.
El Gran Café de Zúrich, que está considerado como monumento protegido y cuya reapertura tuvo lugar en 2010 con el nombre Grand Café Motta, tomó como ejemplo al primer Caffé Motta de Milán, creado en 1928, obra de Angelo Motta.
Fue ministro de Finanzas con los gabinetes de Alcide De Gasperi, en la década de 1950.

## Biografía

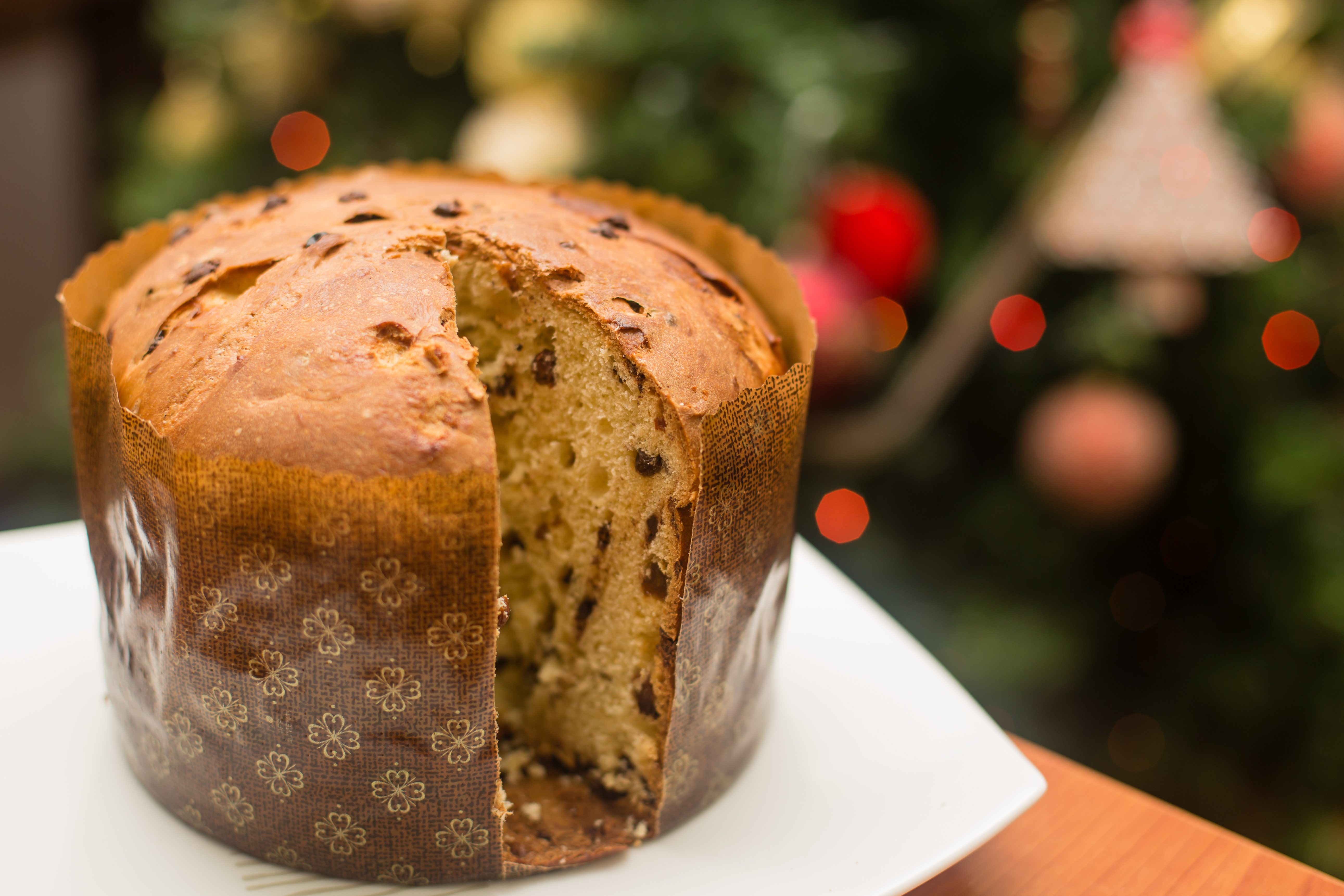
Panettone en forma de cúpula.

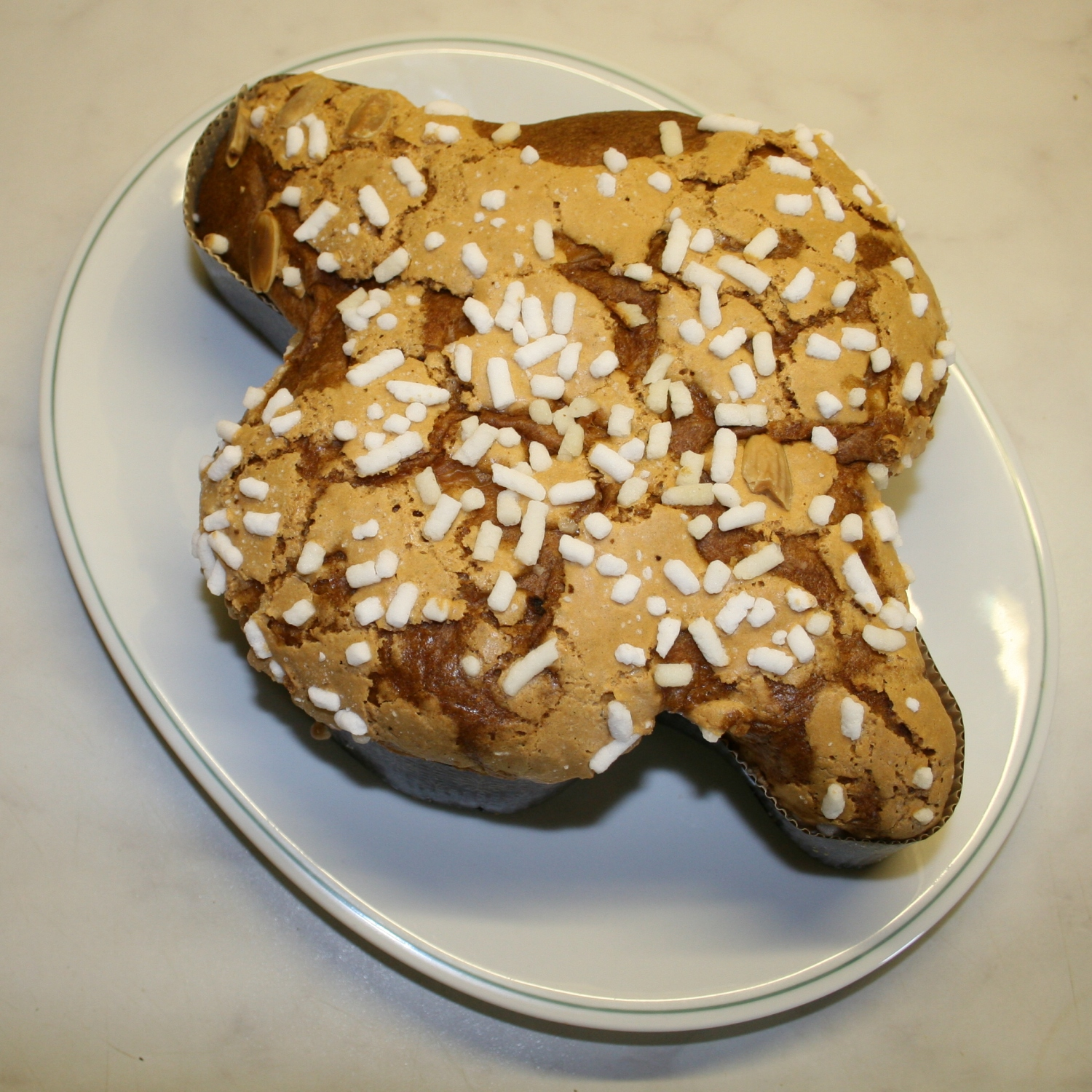
Colomba pasquale con azúcar cande.

Nacido en Gessate, una localidad de la provincia lombarda de Milán en 1890, Motta fue un pastelero que, a principios del siglo XX, se mudó a Milán para desarrollar por cuenta propia su profesión. Previamente había trabajado como aprendiz de pastelero artesano en Treviglio y después en Milán. A los diciesiete años de edad fue galardonado por sus trabajo artesanal. Tras haber servido en la Primera Guerra Mundial, en 1919 abrió su propia repostería y horno, produciendo panes de diversos tipos incluyendo el panettone, dulce típico milanés.
En 1921 ya estaba usando un papel de horno especial, con el fin de presentar el panettone en forma de cúpula. Tanto Motta como su competencia en la producción de panettone, Gioacchino Alemagna, se distinguieron por asociar la comercialización de esta especialidad con las fiestas navideñas, que lo es desde entonces típico en Italia para esas fechas. En 1930 su producción aumentó considerablemente y fue necesario construir una fábrica mayor a las afueras de Milán para sustituir a las cuatro pequeñas confiterías que Motta usaba entonces. En 1935, l’Illustrazione Italiana, semanario milanés, se hizo eco de que la nueva fábrica tenía una cinta transportadora de treinta metros de largo y grandes hornos industriales capaces de asumir la producción demandada.
El sello distintivo de Motta fue la presentación del panettone en forma de una cúpula alta, en lugar de la forma aplanada clásica anterior. Tuvo un éxito inmediato y, gracias a ello, en el periodo interguerras, la compañía creció considerablemente. En este periodo creó la especialidad Colomba Pasquale ("Paloma de Pascua"), un dulce pensado para ser consumido en Semana Santa, basado en la fórmula del panettone pero con menos fruta escarchada y con forma de paloma. En muchas empresas el panettone era regalo de elección para sus empleados. En publicidad, Motta contrató a artistas de primera fila para inmortalizar su bollo. Además, bajó los precios para atraer aun a más consumidores. En los inicios del siglo XXI se estima que panettone se vende en más de setenta y cinco países.
En 1934, Motta crea el Premio de Nochebuena (Premio della Notte di Natale), iniciativa altruista que perdura con los años.
En 1948 amplía la línea de sus productos a la producción de helados con los conocidos Mottarello y la Copa del Abuelo (Coppa del Nonno).
Motta fue una empresa independiente hasta que en 1970 el estado italiano asumió su control.
En la actualidad (2014) las marcas Motta y Alemagna pertenecen a Bauli, empresa italiana afincada en Verona y fundada en 1922, especializada en repostería. Previamente, a finales de la década de 1990, pasó por manos de Nestlé.
Angelo Motta murió en diciembre de 1957.

## Carrera política
Angelo Motta fue ministro de Finanzas en representación de la Democracia Cristiana (DC) en varios de los gabinetes italianos de posguerra, presididos por Alcide De Gasperi (1881–1954).

## Premios
En 1938 recibe el premio de Cavaliere del lavoro, prestigioso premio oficial de ámbito muy restringido.
En 1939 Angelo Motta recibió el premio Cavaliere del Santo Sepolcro, de la Orden del Santo Sepulcro de Jerusalén, prestigiosa orden cristiana de caballería.